# ASK Doral Nysa Kłodzko

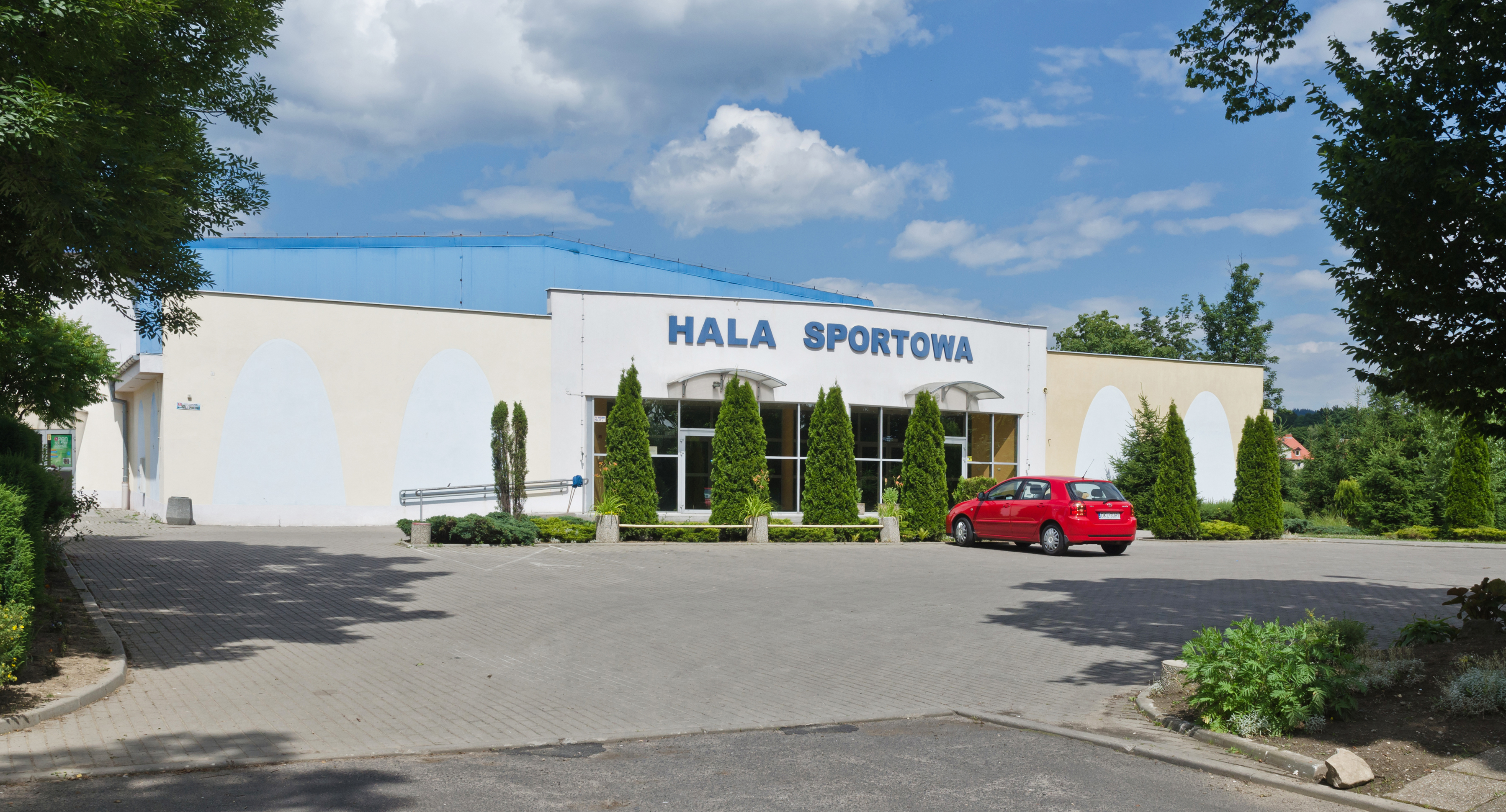
Hala Sportowa w Kłodzku – ul.Kusocińskiego 2

ASK Doral Nysa Kłodzko (wł. Zetkama Doral Nysa Kłodzko) – polski klub koszykarski grający w II lidze mężczyzn

## Historia
W sezonie 2004/2005 klub uzyskał awans do rozgrywek szczebla centralnego wygrywając rywalizację w grupie dolnośląskiej III ligi i pomyślne przejście baraży. W debiutanckim sezonie 2005/2006 drużyna zajęła 13. miejsce w tabeli, dające prawo gry w barażach o utrzymaniu z Zagłębiem Sosnowiec. Doral wygrał oba mecze i utrzymał się w II lidze. W sezonie 2006/2007 zespół zajął 7. miejsce.
W drużynie swego czasu grali tacy zawodnicy jak Krzysztof Jakóbczyk (dziś Siarka Tarnobrzeg), czy legenda wałbrzyskiej koszykówki, Marcin Sterenga. Zespół prowadził również obecny trener ekstraklasowego Polfarmexu Kutno – Jarosław Krysiewicz. W sezonie 2007/2008 Nysa toczyła zacięty bój o awans do fazy play off II ligi, co ostatecznie się jej nie udało. W sezonie 2010/2011 klub był bardzo bliski historycznego awansu do 1 ligi koszykówki męskiej. W sezonie zasadniczym kłodzczanie zajęli wysokie II miejsce, niestety po emocjonującej rywalizacji w fazie play off musieli uznać wyższość późniejszemu jej zwycięzcy, Sudetom Jelenia Góra, ulegając w półfinale 3-1. Kolejne sezony nie były już tak owocne i kibice musieli się zadowolić grą swojego zespołu w środku tabeli II ligi, a nawet w sezonie 2011/2012 musieli do końca drżeć o ligowy byt Nysy, która w fazie play out o utrzymanie się w rozgrywkach II ligi ostatecznie uporała się z MCKiS Jaworzno, wygrywając rywalizację 3-2, ratując tym samym II ligę dla Kłodzka. W maju 2015 klub pod wodzą trenera Marcina Radomskiego zaliczył historyczny sezon i wywalczył awans do upragnionej przez wielu kibiców i działaczy I ligi. Jako beniaminek tych rozgrywek zajął w sezonie 2015/2016 wysokie 8. miejsce, dające udział w fazie play off o awans do ekstraklasy, w którym to uległ późniejszemu tryumfatorowi ligi, Miastu Szkła Krosno. Po 3 latach spędzonych na zapleczu ekstraklasy, w sezonie 2017/18 po przegranej rywalizacji play-off z Pogonią Prudnik zespół spadł do II ligi. Od sierpnia 2018 r. szkoleniowcem drużyny został znany i ceniony w środowisku trenerskim Jerzy Chudeusz. W sezonie 2018/2019 drużyna rywalizowała w II lidze gr.D. Po zajęciu drugiego miejsca w sezonie zasadniczym zawodnicy z Kłodzka rywalizowali w fazie play off. Ostatecznie w meczu o 3. miejsce II ligi  Zetkama w rywalizacji do dwóch wygranych pokonała 2-1 Żubry Białystok i awansowała po roku przerwy do I ligi koszykówki.